# Tetrachlooretheen
Tetrachlooretheen, ook bekend als tetrachloorethyleen of perchloorethyleen (ook afgekort tot per) is een organische verbinding met als brutoformule C2Cl4.

## Synthese
Michael Faraday was in 1821 de eerste die tetrachlooretheen bereidde, door hexachloorethaan te verhitten totdat het uiteenviel in tetrachlooretheen en dichloor:
{\displaystyle {\ce {C2Cl6 -> C2Cl4 + Cl2}}}
Tegenwoordig wordt het onder meer bereid door reactie van dichloor met 1,2-dichloorethaan:
{\displaystyle {\ce {C2H4Cl2 + 3Cl2 -> C2Cl4 + 4HCl}}}
Deze reactie kan worden gekatalyseerd door kaliumchloride of aluminiumchloride. Trichlooretheen is een nevenproduct dat door destillatie kan worden afgescheiden.

## Toepassingen
Tetrachlooretheen wordt gebruikt voor het chemisch reinigen van kleding. Als kleding met deze stof gereinigd mag worden, is dit in het wasvoorschrift opgenomen door een hoofdletter P (perchloorethyleen) in een cirkel. Machines voor zulk chemisch reinigen worden tegenwoordig veelal vervangen door machines die werken met een milieuvriendelijk product. Deze staan bekend als multi-solvents.
De stof is bij kamertemperatuur een niet-brandbare vloeistof en werd vroeger soms gebruikt om specifieke chemische branden te blussen. Als gevolg van het feit dat dit product ernstige schade aan het milieu toebrengt en gevaar voor de menselijke gezondheid oplevert, wordt het nergens meer als blusmiddel ingezet. Het wordt ook nog gebruikt om metalen onderdelen in de auto-industrie en andere metaalindustrieën te ontvetten.
Ook wordt de stof gebruikt in neutrinodetectors waarin een neutrino reageert met een neutron in het chlooratoom, waardoor het neutron omgezet wordt in een proton. Dit heeft als gevolg dat het chlooratoom omgezet wordt in een argonatoom en detecteerbaar is.

## Toxicologie en veiligheid
Tetrachlooretheen ontleedt vanaf 150 °C en ook onder invloed van UV-licht. Hierbij wordt irriterend zoutzuur en giftig fosgeen gevormd. Omwille van deze reacties moet elk contact tussen tetrachlooretheen en een vlam, vonk, of heet oppervlak vermeden worden. De stof verdampt heel gemakkelijk en bezit een scherpe, zoete geur. De meeste mensen kunnen de stof ruiken bij een concentratie van 1 ppm, sommigen bij nog lagere concentraties.
Het Internationaal Agentschap voor Kankeronderzoek heeft tetrachloorethyleen geclassificeerd als een carcinogeen in groep 2A, wat betekent dat het waarschijnlijk kankerverwekkend is voor de mens. De stof wordt als licht carcinogeen beschouwd en in verband gebracht met de ziekte van Parkinson. Recente onderzoeken tonen aan dat de kans op de ziekte vijf tot negen maal hoger kan zijn bij regelmatige blootstelling. Tetrachloorethyleen lost vetten uit de huid op, die kunnen leiden tot huidirritatie. Bij onderzoek op muizen en ratten is aangetoond dat tetrachloorethyleen levertumoren veroorzaken bij muizen en niertumoren bij mannelijke ratten.
Als gevolg van de toxiciteit en het kankerrisico heeft het California Air Resources Board in 2010 het gebruik van tetrachloorethyleen verboden in stomerijen in de staat Californië voor het reinigen van kleding in reinigingsmachines. In Frankrijk is er ook een totaalverbod voor het gebruik van perchloorethyleen in stomerijen. Dit is reeds van kracht in de stad Parijs.
Bij temperaturen boven 315 °C (599 °F), zoals bij het lassen, kan tetrachloorethyleen worden geoxideerd tot fosgeen, een zeer giftig gas. Daarom mag tetrachloorethyleen nooit worden gebruikt in de buurt van laswerkzaamheden, vlammen, op hete oppervlakken en een brandende sigaret is niet aan te raden in de buurt van tetrachloorethyleen. Een gasverwarmde droger of gasverwarmde boiler zijn ook niet aan te raden in dezelfde ruimte waar gewerkt wordt met perchloorethyleen.

## Gezondheid
De aanwezigheid van tetrachloorethyleen kan worden gedetecteerd door middel van een ademtest (adem-alcoholmeting). Tetrachloorethyleen wordt opgeslagen in het lichaamsvet, waarna het langzaam in de bloedbaan terechtkomt. Zelfs weken na een grote blootstelling met tetrachloorethyleen is de stof nog met een ademtest te detecteren. Tetrachloorethyleen en trichloorazijnzuur (TCA), een afbraakproduct van tetrachloorethyleen, kan ook worden gedetecteerd in het bloed.
In Europa adviseert het Wetenschappelijk Comité inzake grenswaarden voor beroepsmatige blootstelling (SCOEL) voor tetrachloorethyleen een grenswaarde voor beroepsmatige blootstelling (8 uur) van 20 ppm en een blootstellingslimiet op korte termijn (15 min) van 40 ppm.
Eigenaren met een woning boven een stomerij deden er goed aan regelmatig testen te laten uitvoeren voor hun veiligheid.

## Milieuverontreiniging
Tetrachloorethyleen is een veel voorkomende bodemverontreiniging. Met een soortelijk gewicht groter dan 1 zal tetrachloorethyleen aanwezig zijn als een dichte niet-waterfasevloeistof (DNAPL) indien voldoende hoeveelheden vrijkomen. Vanwege de mobiliteit in het grondwater, de toxiciteit op een laag niveau en de dichtheid (die ervoor zorgt dat het onder de grondwaterspiegel komt) is de sanering van het product moeilijker dan dit bijvoorbeeld het geval is bij olierampen (die een soortelijk gewicht van minder dan 1 hebben). In plaats van opgraving of extractie voor bovengrondse behandeling of verwijdering kan tetrachloorethyleen besmetting beter worden gesaneerd met een chemische behandeling of bioremediatie.
Ongeveer 85% van tetrachloorethyleen komt vrij in de atmosfeer. De modellen van de OESO nemen aan dat 90% wordt vrijgegeven in de lucht en 10% aan water. Op basis van deze modellen is de verspreiding in het milieu naar schatting in de lucht (76,39% - 99,69%), water (0,23% - 23,2%), bodem (0,06-7%) en de rest in het sediment en biota.

## Alternatieven
Er zijn genoeg vervangende producten voor perchloorethyleen. Deze producten worden ook wel multisolvents genoemd. Al deze producten kunnen zonder probleem worden gebruikt ter vervanging van tetrachloorethyleen. De producten zijn lichter dan water, waardoor er een andere machine moet worden aangekocht door de stomerij.
Bekende vervangende stoffen zijn KWL of KWS. Dit zijn mengsels van koolwaterstoffen (C10-C13), die vrij zijn van aromaten (benzeen, tolueen, xylenen). In de praktijk heeft de groep die een zo kort mogelijke droogtijd (binnen de koolwaterstoffen) paart aan een zeer geringe geuroverlast (iso-paraffine) de overhand gekregen.

## Oudere multisolventmachines
De standaard KWS-reinigingsmachine, ook wel multisolventmachine, is vrij goed vergelijkbaar met een PER-machine, maar heeft een zwaardere centrifuge nodig en een andere waterafscheider (in tegenstelling tot PER is KWL immers lichter dan water). Er zijn twee soorten multisolventreinigingsmachines, de oudere standaardmultimolventmachines zijn bijna hetzelfde als de PER-machines, standaard uitgerust met een diepkoelsysteem, een spelden- en pluizenvanger en de oplosmiddelentanks.

## Nieuwere multisolventmachines
De nieuwere multisolventmachines werken met bijna alle multisolventproducten en zijn door de geavanceerde filtertechnieken veel eenvoudiger en zuiniger in gebruik. De machines hebben geen diepkoelsysteem meer nodig, waardoor er veel minder energie wordt gebruikt. Ze besparen niet alleen op energie, maar verbruiken ook minder reinigingsproducten, doordat er niet of minder gedestilleerd hoeft te worden, ook de nieuwere producten zoals: Sensene en Intense (verbeterde KWL-producten met toevoegingen, waardoor er een betere reinigingsresultaat is) kunnen zonder probleem worden gebruikt.

## Toekomst
Ook in Nederland zal tetrachloorethyleen worden verboden. Consumenten, maar ook bedrijven eisen steeds vaker van stomerijen en reinigers dat hun kleding met milieuvriendelijke producten worden gereinigd.